# Berliner Fußballmeisterschaft 1924/25
Die Berliner Fußballmeisterschaft 1924/25 war die vierzehnte unter dem Verband Brandenburgischer Ballspielvereine (VBB) ausgetragene Berliner Fußballmeisterschaft. Die Meisterschaft wurde in dieser Saison in zwei Gruppen zu je zehn Mannschaften im Rundenturnier mit Hin- und Rückspiel ausgetragen. Die beiden Gruppensieger spielten dann im Finale um die Berliner Fußballmeisterschaft. Am Ende konnte Hertha BSC das Finale gegen den BFC Alemannia 90 gewinnen und wurde zum vierten Mal Berliner Fußballmeister. Mit diesem Sieg qualifizierte sich der Verein für die deutsche Fußballmeisterschaft 1924/25. Nach Siegen über den VfB Königsberg im Achtelfinale und über TuRU Düsseldorf im Viertelfinale erreichte Hertha BSC das Halbfinale der deutschen Fußballmeisterschaft, das mit 0:1 nach Verlängerung gegen den FSV Frankfurt verloren wurde. Seit dieser Saison war auch der Berliner Vizemeister für die deutsche Fußballmeisterschaft qualifiziert. Der BFC Alemannia schied jedoch bereits im Achtelfinale, nach einer 1:2-Niederlage gegen die Duisburger SpV, aus.

## Gruppe A
| Pl. | Verein                   | Sp. | S  | U | N  | Tore    | Quote | Punkte |
| --- | ------------------------ | --- | -- | - | -- | ------- | ----- | ------ |
| 1.  | Hertha BSC               | 18  | 12 | 4 | 2  | 047:180 | 2,61  | 28:80  |
| 2.  | SC Union Oberschöneweide | 18  | 12 | 3 | 3  | 038:190 | 2,00  | 27:90  |
| 3.  | Spandauer SV             | 18  | 8  | 6 | 4  | 035:290 | 1,21  | 22:14  |
| 4.  | SV Norden-Nordwest (P)   | 18  | 9  | 3 | 6  | 047:270 | 1,74  | 21:15  |
| 5.  | BSC Kickers 1900         | 18  | 9  | 3 | 6  | 033:360 | 0,92  | 21:15  |
| 6.  | Potsdamer Sport-Union    | 18  | 6  | 2 | 10 | 031:390 | 0,79  | 14:22  |
| 7.  | Spandauer SC 99 (N)      | 18  | 5  | 3 | 10 | 026:440 | 0,59  | 13:23  |
| 8.  | VfB Pankow               | 18  | 5  | 3 | 10 | 029:470 | 0,62  | 13:23  |
| 9.  | BFC Preußen (N)          | 18  | 5  | 2 | 11 | 040:520 | 0,77  | 12:24  |
| 10. | BV 06 Luckenwalde        | 18  | 3  | 3 | 12 | 015:300 | 0,50  | 09:27  |

| (P) | Berliner Pokalsieger |
| (N) | Aufsteiger           |

### Entscheidungsspiel Absteiger
Der BFC Preußen legte Protest gegen die Spielwertung ein, daher gab es zwei Entscheidungsspiele um den zweiten Absteiger zwischen Preußen und dem VfB Pankow. Am Ende verlor Pankow und musste absteigen, BFC Preußen durfte in der Liga verbleiben.
|                       | Gesamt |                      | Hinspiel | Rückspiel |
| --------------------- | ------ | -------------------- | -------- | --------- |
| BFC Preußen (Platz 9) | 7:0    | VfB Pankow (Platz 8) | 6:0      | 1:0       |

## Gruppe B
| Pl. | Verein                        | Sp. | S  | U | N  | Tore    | Quote | Punkte |
| --- | ----------------------------- | --- | -- | - | -- | ------- | ----- | ------ |
| 1.  | BFC Alemannia 90 (M)          | 18  | 15 | 2 | 1  | 064:200 | 3,20  | 32:40  |
| 2.  | Berliner Tennis-Club Borussia | 18  | 13 | 3 | 2  | 057:150 | 3,80  | 29:70  |
| 3.  | SC Wacker Tegel               | 18  | 11 | 2 | 5  | 044:330 | 1,33  | 24:12  |
| 4.  | SC Union Charlottenburg       | 18  | 8  | 4 | 6  | 031:260 | 1,19  | 20:16  |
| 5.  | Weißenseer FC                 | 18  | 7  | 2 | 9  | 028:460 | 0,61  | 16:20  |
| 6.  | BTuFC Union 1892              | 18  | 6  | 3 | 9  | 031:360 | 0,86  | 15:21  |
| 7.  | Berliner SV 1892              | 18  | 4  | 6 | 8  | 034:470 | 0,72  | 14:22  |
| 8.  | Vorwärts 90 Berlin            | 18  | 5  | 4 | 9  | 018:260 | 0,69  | 14:22  |
| 9.  | SC Niederschönhausen 05 (N)   | 18  | 3  | 3 | 12 | 019:500 | 0,38  | 09:27  |
| 10. | BBC Brandenburg 92 (N)        | 18  | 2  | 3 | 13 | 022:490 | 0,45  | 07:29  |

| (M) | Titelverteidiger |
| (N) | Aufsteiger       |

## Finale Berliner Fußballmeisterschaft
Das Hinspiel fand am 8. März 1925, das Rückspiel am 29. März 1925 statt.
|                                     | Gesamt |                                           | Hinspiel | Rückspiel |
| ----------------------------------- | ------ | ----------------------------------------- | -------- | --------- |
| Hertha BSC (Gruppensieger Gruppe A) | 6:3    | BFC Alemannia 90 (Gruppensieger Gruppe B) | 3:1      | 3:2       |